# República Peruana (1837)
La República Peruana (dentro de la etapa histórica de la Disolución de la Confederación Perú-Boliviana conocido como Primer Gobierno Provisional del Perú), fue un estado autoproclamado independiente de la Confederación Perú-Boliviana, proclamado por la Junta del Pueblo, presidida nominalmente como Jefe Supremo por Antonio Gutiérrez de la Fuente, desde el 17 de octubre de 1837 al 17 de noviembre de 1837.
Este efímero Estado, aunque reclamaba la totalidad de territorio del Perú, tenía apenas control sobre Arequipa, vio su fin cuando los restauradores fueron acorralados por el Ejército Confederado, y obligados a firmar el Tratado de Paz de Paucarpata.

## Historia
Tras la declaratoria de guerra que el gobierno chileno realizó a la confederación del Mariscal Andrés de Santa Cruz, se organizó una división expedicionaria al mando del general Manuel Blanco Encalada cuya fuerza total ha sido calculada en 3194 o 3200 hombres entre los cuales figuraba una columna peruana de exiliados compuesta de 402 hombres al mando del general Antonio Gutiérrez de la Fuente. Dicha expedición zarpó de Chile el 15 de septiembre arribando a las costas del departamento peruano de Arequipa los primeros días de octubre de 1837.
Tras avanzar al interior y ocupar la capital del departamento la situación que los restauradores encontraron fue muy distinta a la que esperaban pues no se produjeron pronunciamientos a su favor ni les fue suministrado apoyo de ninguna clase. El coronel Antonio Irisarri, plenipotenciario del gobierno chileno durante la expedición, diría después que los restauradores confiaban en doblar sus fuerzas con la recluta y deserción masiva de cuerpos peruanos a su ejército, la cooperación argentina para distraer cuando menos un tercio de las fuerzas de la confederación y el entusiasmo de los pueblos peruanos hacia su causa de los que también esperaban obtener suministros y medios de movilidad.
Luego de varias semanas de inactividad e incertidumbre para los expedicionarios las fuerzas confederadas provenientes del norte peruano y de Bolivia al mando del general Santa Cruz lograron reunirse, conformando aproximadamente un ejército de 5000 soldados de las tres armas, para luego avanzar hacia la ciudad de Arequipa. Mientras tanto, también otra división confederada al mando del general Antonio Vigil proveniente de Lima salió de aquella ciudad por orden de Santa Cruz con el objetivo de ir al sur para cortar las comunicaciones entre la escuadra chilena y el ejército de Blanco.